# بیماری استیل بزرگسالان
بیماری استیل بزرگسالان (به انگلیسی Adult-onset Still's disease) یک نوع بیماری عمومی خودایمنی نادر می‌باشد، که علائم مشخصه آن تب، درد مفاصل و راش نارنجی رنگ هستند. سطح آهن-اتصال پروتئین فریتین ممکن است بسیار بالا با این اختلال است. این علائم ممکن است در دیگر بیماری‌های خودایمنی نیز دیده شود، بنابراین کار تشخیص را برای پزشکان مشکل می‌کند.
پیش آگهی این بیماران معمولاً وابسته به تأثیر بیماری روی ریه‌ها، قلب و کلیه‌ها می‌باشد. درمان با کورتیکواستروئیدها مانند پردنیزولون انجام می‌شود. داروهایی که اینترلیوکین بلاکر هستند هم گاهی در درمان استفاده می‌شوند.

## تاریخچه
این بیماری به نام پزشک انگلیسی سر جورج فردریک استیل (۱۸۶۱–۱۹۴۱)نامگذاری شده‌است

## تحقیقات در حال انجام
محققان در حال بررسی این هستند که آیا سطح یک پروتئین به نام کالپروتکتین می‌تواند به منظور بهبود تشخیص و نظارت مورد استفاده قرار گیرد.